# Estación de Moreillon
La estación de Moreillon es una estación ferroviaria de la comuna suiza de Puidoux, en el Cantón de Vaud.

## Historia y situación
La estación de Moreillon fue inaugurada en el año 1862 con la puesta en servicio del tramo Lausana - Friburgo de la línea Lausana - Berna.
Se encuentra ubicada a 1 kilómetro al norte del centro del núcleo urbano de Puidoux. Cuenta con dos andenes laterales a los que acceden dos vías pasantes.
En términos ferroviarios, la estación se sitúa en la línea Lausana - Berna. Sus dependencias ferroviarias colaterales son la estación de Puidoux-Chexbres hacia Lausana y la estación de Palézieux en dirección Berna.

## Servicios ferroviarios
Los servicios ferroviarios de esta estación están prestados por SBB-CFF-FFS:

### RER Vaud
La estación forma parte de la red de trenes de cercanías RER Vaud, que se caracteriza por trenes de alta frecuencia que conectan las principales ciudades y comunas del cantón de Vaud. Por ella pasa una línea de la red:
- S 2 Vallorbe - Lausana - Puidoux-Chexbres - Palézieux.